# آرتسانا
آرتسانا یک شرکت تجاری ایتالیایی است که در سال ۱۹۴۶ میلادی توسط پیترو کاتلی تأسیس شد. آرتسانا ابتدا در حوزه تجهیزات پزشکی مربوط به تزریق (به انگلیسی: venipuncture) و داروهای شیمیایی فعالیت خود را آغاز کرده و امروزه در زمینه تولید تجهیزات پزشکی و محصولات مراقبت از اطفال فعالیت می‌نماید. در حال حاضر برندهای شرکت آرتسانا در بسیاری از کشورها حضور دارند، به نحوی که چرخش مالی بالغ بر ۱٫۵۱میلیارد دلار و بیش از ۷۰۰۰ کارمند را در سراسر جهان به خود اختصاص داده‌است. 

آرتسانا از سال ۱۹۵۸ شاخه محصولات مراقبت از کودک خود را با برند (به ایتالیایی: Chicco) تولید و عرضه کرد. از سایر محصولات این گروه می‌توان سرنگ، سرسوزن، دماسنج و فشارسنج (به انگلیسی: Pic Solution) و محصولات مراقبت نوزادی (به انگلیسی: Prénatal) را نام برد.